# Fäboda
Fäboda är ett strandområde i Jakobstad i Österbotten. Fäboda ligger cirka 8 kilometer väster om Jakobstads centrum. Det är ett område vid kusten där det finns sandstränder, kaffestuga och en husvagnspark. Till Fäboda hör även sandstränderna Lillsand och Storsand samt sedan 1991 det arktiska museet Nanoq (grönländska för "isbjörn"). Museet omfattar cirka 20 byggnader och var det första i Europa att samtidigt hålla utställningar om både Arktis och Antarktis. I Fäboda-området finns också många sommarstugor.